# Столяров, Андрей Владиславович
Андрей Владиславович Столяров (род. 18 февраля 1961 года, Москва) — российский учёный, доктор физико-математических наук, заведующий кафедрой лазерной химии МГУ им. М.В. Ломоносова.

## Биография
Родился 18 февраля 1961 года в г. Москве. Закончил московскую среднюю школу № 434. В школе химия большого интереса не вызывала, больше увлекался математикой и физикой, планировал поступать в МФТИ. Большое влияние на выбор профессии оказал дед, который, будучи учителем-химиком, показывал внуку на каникулах забавные опыты, а позже подарил ему сборник для поступающих в ВУЗы. В 1978 году поступил на Химический факультет МГУ, где учился в 13-й группе «Вычислительная химия».
На 4 курсе университета начал исследовательскую работу на кафедре физической химии в лаборатории молекулярной спектроскопии, где в 1983 году с отличием защитил диплом и поступил в очную целевую аспирантуру Химического факультета МГУ. Первым на курсе, в декабре 1986 года защитил кандидатскую диссертацию «Описание интенсивностей электронных спектров двухатомных молекул с учётом электронно-колебательно-вращательного взаимодействия»
(руководитель — проф. Кузьменко Н. Е.). С 1983 года сотрудничает с группой проф. Рувина С. Фербера (Ruvin S. Ferber) из Латвийского университета (Латвия), специализируясь в неадиабатическом моделировании энергетических, радиационных, магнитных и электрических свойств возбуждённых состояний димеров щелочных металлов на спектроскопическом уровне точности. Достигнутые результаты были дважды отмечены поощрительными грантами Международного научного фонда (ISF, 1993—1994). В 1994 году выиграл стипендию им. Капицы Лондонского королевского общества (Kapitza Fellowship of Royal Society of London), благодаря периодической поддержке которого работал, в качестве приглашённого исследователя, в лаборатории теоретической и физической химии Оксфордского университета (Великобритания) вплоть до 2005 года, где занимался развитием молекулярной теории квантового дефекта под руководством проф. Марка Чайлда (Mark S. Child). В 2001 году совместно с группами Вильяма Стволи (William Stwalley) (США) и Р. Фербера (Латвия) выиграл международный мегагрант «Optical Field Mapping», финансируемый в 2001—2005 годах программой НАТО «Science for Peace». В 2005 году защитил на Химическом факультете МГУ докторскую диссертацию «Неадиабатический анализ электронно-возбуждённых состояний двухатомных молекул». В 2007—2014 годах работал с проф. Бобом ЛеРоем (Robert J. LeRoy) из университета Ватерлоо (Канада) над повышением эффективности решения системы радиальных уравнений Шрёдингера и аппроксимации электронных параметров молекулярного Гамильтониана путём замены традиционной радиальной координаты на её приведённые аналоги.
В 2013 году был избран заведующим кафедрой лазерной химии Химического факультета МГУ, где 2018 году, по его инициативе, была образована лаборатория астрохимии. В апреле 2021 года выступил с приглашённым докладом «Неземная химия межзвёздной среды» на юбилейной сессии Общего собрания РАН в честь 60-летия полёта в космос Ю. А. Гагарина. Член редколлегии «Журнала физической химии», «Вестника МГТУ им. Н. Э. Баумана — Естественные науки», электронного журнала «Физико-химическая кинетика в газовой динамике»; член программного комитета «Международного симпозиума по молекулярной спектроскопии высокого разрешения» (с 2012 г.) и «Международной конференции по молекулярной спектроскопии высокого разрешения» (с 2018 г.)
; член научно-редакционной коллегии модуля «Астрономия и космонавтика» в научно-образовательном центре «БРЭ». Автор и соавтор более 150 научных статей.

## Основные научные интересы
- Неадиабатический анализ возмущённых электронных состояний двухатомных молекул на спектроскопическом (экспериментальном) уровне точности
- Лабораторное моделирование оптических свойств низкотемпературных газо-плазменных сред, представляющих аэрономический и астрохимический интерес
- Аналитическая теория ридберговских состояний молекул

## Наиболее значимые результаты

### Прецизионный неадиабатический анализ двухатомных молекул в газовой фазе
1. Создана компьютерная программа DUO, реализующая глобальные спектроскопические модели неадиабатического описания энергетических, радиационных, магнитных и электрических свойств электронно-возбуждённых состояний на экспериментальном уровне точности[10].
2. Предложены оптимальные пути лазерного синтеза и охлаждения молекулярных ансамблей щелочных металлов до сверхнизких температур[11].
3. Разработаны эффективные методы решения системы связанных радиальных уравнений Шрёдингера, основанные на аналитической замене радиальной координаты на её приведённые аналоги[12].
4. Предложены приближённые методы оценки радиационных времён жизни, неадиабатических сдвигов и параметров тонкой структуры двухатомных молекул, основанные на правиле бесконечного суммирования и интегрирования по её колебательным состояниям[13].
5. Сформулирован аналог осцилляционной теоремы, справедливый для неадиабатически связанных электронно-колебательных состояний двухатомных молекул[14].
6. Предложен фазовый метод интегрирования радиального уравнения Шрёдингера и установлена его связь с квази-классическим квантованием Бора-Зоммерфелда[15].
7. Рассчитаны коэффициенты чувствительности линий поглощения молекулярного водорода (наблюдаемых при большом красном смещении) к предполагаемой вариации отношения массы протона к массе электрона в космологическом масштабе времени[16].

### Молекулярные приложения теории квантового дефекта
1. Получены аналитические выражения для неадиабатических матричных элементов радиального и углового связывания, дипольных моментов переходов, а также адиабатической коррекции и неадиабатических сдвигов ридберговских состояний двухатомных молекул[17].
2. Рассчитаны энергетические и радиационные свойства для ряда ридберговских состояний молекулярного водорода[18].

### Моделирование оптических свойств газо-плазменных сред
1. На спектроскопическом уровне точности предсказаны энергетические и радиационные свойства ряда двухатомных молекул, необходимые для определения химического состава, температуры и давления экзопланетных атмосфер (в рамках проекта ExoMol)[19].
2. Проведено экспериментально-теоретическое моделирование (лабораторная симуляция) эмиссионных спектров метеоров методом лазерно-искровой эмиссионной спектроскопии[20].

## Педагогическая деятельность
Читает базовые спецкурсы для студентов кафедры лазерной химии МГУ: «Введение в лазерную химию», «Лазерная спектроскопия», «Структура и динамика молекулярных систем». Обязательный курс «Общей и физической химии» для студентов-астрономов физического факультета МГУ. Совместно с профессором РАН Д. З. Вибе разработал и читает Межфакультетский курс «Астрохимия — молекулы во Вселенной» и курс по выбору на Химическом факультете МГУ «Современные проблемы химии. Астрохимия». Курирует научно-проектную деятельность в университетской гимназии МГУ.

## Семья
C 1982 по 1992 год был женат на Екатерине Вадимовне Андреевой. В 1994 году женился на Елене Пазюк. Две дочери — Наталья и Анастасия.